# Bedford (contea di Bedford)
Bedford  è una township degli Stati Uniti d'America, nella contea di Bedford nello Stato della Pennsylvania. Secondo il censimento del 2000 la popolazione è di 5 417 abitanti.

## Società

### Evoluzione demografica
La composizione etnica vede una prevalenza della razza bianca (97,14%) seguita da quella afroamericana (1,33%), dati del 2000.
| township di Bedford Popolazione |       |
| 2000                            | 5 417 |
| Stima al 2009                   | 5 347 |